# 青州国家地质公园
青州国家地质公园位于山东省青州市西南山区，包括云驼园区和仰天山黄花溪园区，规划总面积70.7km2，是一处以岩溶地貌景观为特色的国家地质公园，包括常态山、崮形地貌、岩溶峡谷、坍塌崖、干谷、峰林地貌、石林、天生桥、岩溶洞穴、洼地、漏斗、落水洞等多种岩溶地貌类型。
2009年8月获得国家地质公园资格。2012年10月6日，国土资源部下发了 《关于同意命名山东诸城恐龙国家地质公园和山东青州国家地质公园的批复》，同意正式命名。 11月14日正式开园。